# 福州铁路局
福州铁路局是中华人民共和国铁道部在历史上曾经存在过的一个铁路局，成立於1959年，其主要负责福建省内的国有独资铁路及其相关资产的管辖和运营。1965年5月撤销，改組為福州铁路分局。:524:169